# شبیه پسرم
شبیه پسرم یک فیلم درام محصول سال ۲۰۱۸ تولید مشترک ایتالیا، کرواسی و بلژیک به کارگردانی کاستانزا کواتریلیو می‌باشد که به تاریخ ۶ اوت ۲۰۱۸ در بخش غیر رقابتی جشنواره لوکارنو روی پرده رفت. این فیلم اولین فیلم بلند داستانی کارگردان فیلم کاستانزا کواتریلیو است که طی ۲ سال در کشورهای ایتالیا و ایران تصویر برداری شده‌است. موضوع این فیلم نسل‌کشی مردم هزاره و تبعیض علیه آنها در افغانستان و پاکستان است که بر اساس رویدادهای واقعی به تصویر کشیده شده‌است. در این فیلم بصیر آهنگ نقش اول را بازی کرده و داوود یوسفی و تیهانا لازو ویچ هنرپیشه اهل کرواسی نیز نقش آفرینی کرده‌اند.

## داستان فیلم
داستان فیلم از زندگی واقعی پسری به نام اسماعیل گرفته شده‌است. اسماعیل کودک هزاره از افغانستان است که در کودکی همراه با برادر بزرگش از کشتار طالبان فرار کرده و در ایتالیا مهاجر شده‌است. پس از سالها زندگی در ایتالیا وقتی متوجه می‌شود که ممکن است مادرش زنده باشد، همه چیز برایش تغییر می‌کند. این فیلم علاوه بر روایت مهاجرت مردم هزاره از افغانستان و پاکستان و نشان دهنده نسل‌کشی و تبعیض سیستماتیک علیه این قوم است.

## روند ساخت
این فیلم به مدت دو سال در کشورهای ایران و ایتالیا تصویربرداری شده‌است. حدود ۳۰ درصد ساخت فیلم در اطراف ورامین و سنگان فیلمبرداری شده‌است.

## بازیگران
| نام             | نقش     | وضعیت |
| --------------- | ------- | ----- |
| بصیر آهنگ       | اسماعیل |       |
| داوود یوسفی     | حسن     |       |
| تیهانا لازو ویچ | نینا    |       |

## جوایز
- جایزه هنر و حقوق بشر از سوی سازمان عفو بین‌الملل.[۶]
- برنده جایزه Bello e Invisibile در جشنواره Ciak d’Oro سال ۲۰۱۹.[۷]
- برنده جایزه Nastro della Legalità سال ۲۰۱۹ ایتالیا.[۸]
- قرار گرفتن در جمع ۲۱ فیلم برتر ایتالیا برای رقابت‌های انتخابی اسکار.[۹]